# Imma monocosma
Imma monocosma är en fjärilsart som beskrevs av Arita och Diakonoff 1979. Imma monocosma ingår i släktet Imma och familjen Immidae. Inga underarter finns listade i Catalogue of Life.